# زن زناکار (فیلم ۱۹۴۶)
زنِ زناکار ( به ایتالیایی: L'adultera و به انگلیسی: The Adulteress) فیلمی در ژانر درام به کارگردانی دویلیو کولتی محصول ایتالیا است که در سال ۱۹۴۶ میلادی منتشر شد. از بازیگران آن می‌توان به کلارا کالامی، رولدانو لوپی و کارلو نینچی اشاره کرد.
کلارا کالامی جایزهٔ بهترین بازیگر زن را از انجمن ملی فیلم ایتالیا برای نقش‌آفرینی خود در این فیلم، دریافت کرد.

## بازیگران
- کلارا کالامی در نقش ولکا
- رولدانو لوپی در نقش تارکوئینیو
- کارلو نینچی در نقش دانته ویبورتسی
- چزاره پولاکو
- ائوجنیو دوزه

## کتابشناسی
- Moliterno, Gino. Historical Dictionary of Italian Cinema. Scarecrow Press, 2008.